# (9493) Enescu
(9493) Enescu est un astéroïde de la ceinture principale.

## Description
(9493) Enescu est un astéroïde de la ceinture principale. Il fut découvert le 26 mars 1971 à l'observatoire Palomar par Cornelis Johannes van Houten, Ingrid van Houten-Groeneveld et Tom Gehrels. Il présente une orbite caractérisée par un demi-grand axe de 2,59 UA, une excentricité de 0,17 et une inclinaison de 7,3° par rapport à l'écliptique.
Cet astéroïde est nommé en hommage au compositeur roumain Georges Enesco.

## Compléments